# Condado de Santa Ana de las Torres
El condado de Santa Ana de las Torres es un título nobiliario español, creado por el rey Carlos II en 1684 a favor del sargento mayor Nicolás Dávalos de Ribera y Ribera, alcalde de Lima, por sus méritos y los de sus antepasados.
Este linaje descendía por varonía del conquistador andaluz Nicolás de Ribera el Viejo, primer alcalde ordinario de Lima.

## Titulares
|                                 | Titular                                       | Periodo                |
| Creación por Carlos II          | Creación por Carlos II                        | Creación por Carlos II |
| ------------------------------- | --------------------------------------------- | ---------------------- |
| I                               | Nicolás Dávalos de Ribera y Ribera            | 1684-1710              |
| II                              | Josefa Marcelina de Ceballos Ribera y Dávalos | 1710-1742              |
| III                             | Juan José de Ceballos Ribera                  | 1742-¿?                |
| IV                              | Juana de Ceballos y Saavedra                  | ¿?-1783                |
| V                               | Juan Félix de Encalada y Ceballos             | 1783-1813              |
| Rehabilitación por Alfonso XIII |                                               |                        |
| VI                              | Tomás Sanchiz y de Quesada                    | 1918-1950              |
| VII                             | Manuela Sanchiz y Armada                      | 1952-2002              |
| VIII                            | Alfonso de Zulueta y Sanchiz                  | 2003-actualidad        |

## Historia
El conquistador Nicolás de Ribera y Laredo, el Viejo, natural de Olvera en Andalucía, pasó a Indias alrededor de 1520, uniéndose a la expedición de Francisco Pizarro y Diego de Almagro y siendo uno de sus principales compañeros. Como tesorero de la expedición partió a bordo del Santiaguillo, nave cuya construcción había supervisado, en 1524. Tras una serie de fracasos y encuentros con indios que oponían cruda resistencia, los conquistadores se vieron en la Isla del Gallo, donde Ribera pasó a formar parte de los Trece de la Fama que decidieron seguir con Pizarro en la isla, con el objetivo de llevar a cabo la conquista del Perú. Estuvo presente en la fundación de varias ciudades y tomó parte importante en los sucesos, particularmente en la mediación y la búsqueda de consenso entre las pretensiones de diferentes conquistadores.
Ribera, fundador y primer alcalde de la Ciudad de los Reyes (Lima), benefactor de indios (fundó un hospital para ellos, a sus costas), contrajo matrimonio con Elvira Dávalos y Solier, hija del conquistador García de Solier y Gómez de San Clemente, gobernador de Santo Domingo. Su mujer, en su testamento, fundó un mayorazgo en la persona de su hijo, Juan Dávalos de Ribera, encomendero, poeta y también alcalde de Lima. Hermanos de Juan fueron Salvador, obispo de Quito, y Alonso, que murió antes que ellos. De la familia Dávalos de Ribera fueron muchos otros alcaldes de Lima, corregidores, regidores y encomenderos.
De la línea mayor surgida del matrimonio de Juan Dávalos de Ribera con Leonor de Figueroa Santillán (hija del presidente de Quito, Hernando de Santillán y Figueroa), descendió Nicolás Dávalos de Ribera y Ribera, capitán de infantería, caballero de Calatrava, cuarto mayorazgo de la familia Dávalos de Ribera (tataranieto del conquistador), que fue creado el 28 de mayo de 1684 conde de Santa Ana de las Torres, por el rey Carlos II de España, en recompensa por su lucha contra los ingleses en el Mar del Sur (luchó defendiendo Panamá de Henry Morgan) y muchos otros méritos de sus antepasados.

### Mayorazgos de Dávalos de Ribera (1596)
- Juan Dávalos de Ribera (1553-1622), I mayorazgo de Dávalos de Ribera (1596).

- Nicolás Dávalos de Ribera y Figueroa Santillán, II mayorazgo de Dávalos de Ribera (f. c. 1640).

- Juan Dávalos de Ribera y Valdés, III mayorazgo de Dávalos de Ribera (f. 1662).

- Nicolás Dávalos de Ribera y Ribera, IV mayorazgo Dávalos de Ribera (f. 1710), creado conde de Santa Ana de las Torres en 1684.

### Condes de Santa Ana de las Torres

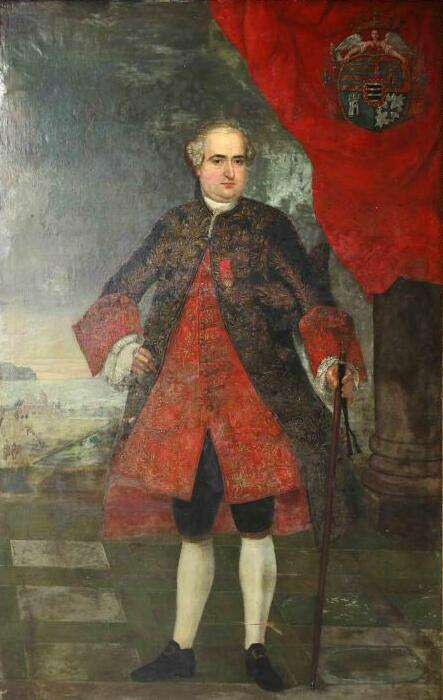
El tercer conde, Juan José de Ceballos.

- Nicolás Dávalos de Ribera y Ribera, creado en 1684 I conde de Santa Ana de las Torres y IV mayorazgo de Dávalos de Ribera. Alcalde de Lima. Casó con Lucía de Mendoza y Fernández de Córdoba. Fueron padres de una hija:

- María Venancia Dávalos de Ribera (b. 1672), que falleció antes que sus padres. Contrajo matrimonio con José Gregorio de Ceballos (caballero de Santiago, oidor de Lima y gobernador de Huancavélica). Padres de tres hijos, de los cuales solo llegó a mayor y sucedió por cesión, el 4 de julio de 1710, al primer conde:

- Josefa Marcelina de Ceballos Ribera y Dávalos (1691-1742), II condesa de Santa Ana de las Torres y V mayorazgo de Dávalos de Ribera. Contrajo matrimonio tres veces. La primera, con Diego José de Reinoso y Mendoza, sin sucesión. En segundas nupcias, con Juan Fernando Calderón de la Barca, sin sucesión. Una tercera vez, con José Damián de Ceballos Guerra y Muñoz. Le sucedió su hijo del tercer matrimonio:

- Juan José de Ceballos Ribera y Dávalos, III conde de Santa Ana de las Torres y VI mayorazgo de Dávalos de Ribera. Caballero de Calatrava, mayordomo de semana de Fernando VI y Carlos III. Casó con Brianda de Saavedra y Bustillos. Le sucedió su hija:

- Juana de Ceballos y Saavedra (f. 1783), IV condesa de Santa Ana de las Torres y VII mayorazgo de Dávalos de Ribera. Casó con Juan Félix de Encalada y Tello de Guzmán y Torres Messía, IV marqués de Santiago. Le sucedió su hijo:

- Juan Félix de Encalada y Ceballos (f. 1813), V conde de Santa Ana de las Torres y VIII mayorazgo de Dávalos de Ribera, V marqués de Santiago y IV de la Dehesa de Velayos. Casó con María Teresa de Santiago Concha y Salazar. Fueron padres de una hija única:

- Josefa de Encalada y Santiago Concha (1810-1871), IX mayorazgo de Dávalos de Ribera. Casó con Francisco de Paula de Zárate y Manrique de Lara, sin sucesión.

En 1822, el Protectorado del Perú declaró caduco el condado de Santa Ana de las Torres, al no haber concurrido su titular a la revalidación ante el nuevo Estado peruano. Poco después, con la nacimiento de la república, se abolirían definitivamente los títulos nobiliarios. El título continuó vacante según el fuero español.
En 1918 Alfonso XIII de España rehabilitó el título. El rehabilitante no descendía de la familia Dávalos de Ribera, pero alegó un parentesco con el sexto abuelo de Juana de Ribera Mendoza, madre del primer conde y esposa del tercer mayorazgo.
- Tomás Sanchiz y de Quesada (n. 1878, f. Madrid 12 de diciembre de 1950), VI conde de Santa Ana de las Torres.[7] Capitán de artillería, caballero de Montesa y maestrante de Granada, mayordomo de semana. Casó en Madrid el 30 de enero de 1904 con Rafaela de Armada y de los Ríos-Enríquez, nacida en Gijón el 8 de agosto de 1882, hija de los condes de Revillagigedo, grandes de España. Le sucedió su hija:

- Manuela Sanchiz y Armada (n. Madrid, 6 de mayo de 1907), VII condesa de Santa Ana de las Torres.[8] Casó en Madrid el 24 de mayo de 1932 con José María de Zulueta y Pereda Vivanco, que nació en Vitoria el 10 de abril de 1902 y falleció en Madrid el 7 de diciembre de 1977. Le sucedió en 2003 su hijo:

- Alfonso de Zulueta y Sanchiz (n. Vitoria, 21 de junio de 1939), VIII conde de Santa Ana de las Torres,[9] comendador mayor de Castilla.[10] Casó en León el 20 de junio de 1965 con Luz María Velázquez-Duro y González-Regueral, de quien tiene once hijos.